# WTA Tour 2004
WTA Tour 2004 – sezon profesjonalnych żeńskich turniejów tenisowych organizowanych przez Women’s Tennis Association w 2004 roku. WTA Tour 2004 obejmował turnieje wielkoszlemowe (organizowane przez Międzynarodową Federację Tenisową), Letnie Igrzyska Olimpijskie, turnieje rangi WTA kategorii I, II, III, IV oraz V.

## Klasyfikacja turniejów
| Wielki Szlem     |
| Turniej Mistrzyń |
| Kategoria I      |
| Kategoria II     |
| Kategoria III    |
| Kategoria IV     |
| Kategoria V      |

## Styczeń
| Data        | Turniej                                                | Zwyciężczynie                          | Wynik            | Finalistki                             | Półfinalistki                         | Ćwierćfinalistki                                                             |
| ----------- | ------------------------------------------------------ | -------------------------------------- | ---------------- | -------------------------------------- | ------------------------------------- | ---------------------------------------------------------------------------- |
| 5 stycznia  | Puchar Hopmana Perth Twarda                            | Stany Zjednoczone                      | 2–1              | Słowacja                               | Francja · Rosja · Czechy              | Australia · Belgia · Węgry                                                   |
| 5 stycznia  | Uncle Tobys Hardcourts Gold Coast Kategoria III Twarda | Ai Sugiyama                            | 1:6, 6:1, 6:4    | Nadieżda Pietrowa                      | Samantha Stosur Nathalie Dechy        | Swietłana Kuzniecowa Magdalena Maleewa Dinara Safina Magüi Serna             |
| 5 stycznia  | Uncle Tobys Hardcourts Gold Coast Kategoria III Twarda | Swietłana Kuzniecowa Jelena Lichowcewa | 6:3, 6:4         | Liezel Huber Magdalena Maleewa         | Samantha Stosur Nathalie Dechy        | Swietłana Kuzniecowa Magdalena Maleewa Dinara Safina Magüi Serna             |
| 5 stycznia  | ASB Classic Auckland Kategoria IV Twarda               | Eleni Daniilidu                        | 6:3, 6:2         | Ashley Harkleroad                      | Paola Suárez Marion Bartoli           | Anca Barna Kristina Brandi Shenay Perry Meilen Tu                            |
| 5 stycznia  | ASB Classic Auckland Kategoria IV Twarda               | Jelena Kostanić Mervana Jugić-Salkić   | 7:6(6), 3:6, 6:1 | Virginia Ruano Pascual Paola Suárez    | Paola Suárez Marion Bartoli           | Anca Barna Kristina Brandi Shenay Perry Meilen Tu                            |
| 12 stycznia | Adidas International Sydney Kategoria II Twarda        | Justine Henin-Hardenne                 | 6:4, 6:4         | Amélie Mauresmo                        | Lindsay Davenport Francesca Schiavone | Jelena Diemientjewa Anastasija Myskina Anna Smasznowa-Pistolesi Chanda Rubin |
| 12 stycznia | Adidas International Sydney Kategoria II Twarda        | Cara Black Rennae Stubbs               | 7:5, 3:6, 6:4    | Dinara Safina Meghann Shaughnessy      | Lindsay Davenport Francesca Schiavone | Jelena Diemientjewa Anastasija Myskina Anna Smasznowa-Pistolesi Chanda Rubin |
| 12 stycznia | Moorilla International Hobart Kategoria V Twarda       | Amy Frazier                            | 6:3 6:3          | Shinobu Asagoe                         | Kristina Brandi María Emilia Salerni  | Anca Barna Maria Elena Camerin Akiko Morigami Fabiola Zuluaga                |
| 12 stycznia | Moorilla International Hobart Kategoria V Twarda       | Shinobu Asagoe Seiko Okamoto           | 2:6, 6:4, 6:3    | Els Callens Barbara Schett             | Kristina Brandi María Emilia Salerni  | Anca Barna Maria Elena Camerin Akiko Morigami Fabiola Zuluaga                |
| 12 stycznia | Canberra Women’s Classic Canberra Kategoria V Twarda   | Paola Suárez                           | 3:6, 6:4, 7:6(5) | Silvia Farina Elia                     | Karolina Šprem Julija Wakułenko       | Émilie Loit Arantxa Parra Santonja Flavia Pennetta María Sánchez Lorenzo     |
| 12 stycznia | Canberra Women’s Classic Canberra Kategoria V Twarda   | Jelena Kostanić Claudine Schaul        | 6:4, 7:6(3)      | Caroline Dhenin Lisa McShea            | Karolina Šprem Julija Wakułenko       | Émilie Loit Arantxa Parra Santonja Flavia Pennetta María Sánchez Lorenzo     |
| 19 stycznia | Australian Open Melbourne Wielki Szlem Twarda          | Justine Henin-Hardenne                 | 6:3, 4:6, 6:3    | Kim Clijsters                          | Patty Schnyder Fabiola Zuluaga        | Lindsay Davenport Amélie Mauresmo Anastasija Myskina Lisa Raymond            |
| 19 stycznia | Australian Open Melbourne Wielki Szlem Twarda          | Virginia Ruano Pascual Paola Suárez    | 6:4, 6:3         | Swietłana Kuzniecowa Jelena Lichowcewa | Patty Schnyder Fabiola Zuluaga        | Lindsay Davenport Amélie Mauresmo Anastasija Myskina Lisa Raymond            |
| 19 stycznia | Australian Open Melbourne Wielki Szlem Twarda          | Jelena Bowina Nenad Zimonjić           | 6:1, 7:6(3)      | Martina Navrátilová Leander Paes       | Patty Schnyder Fabiola Zuluaga        | Lindsay Davenport Amélie Mauresmo Anastasija Myskina Lisa Raymond            |

## Luty
| Data      | Turniej                                                      | Zwyciężczynie                      | Wynik         | Finalistki                                     | Półfinalistki                      | Ćwierćfinalistki                                                           |
| --------- | ------------------------------------------------------------ | ---------------------------------- | ------------- | ---------------------------------------------- | ---------------------------------- | -------------------------------------------------------------------------- |
| 2 lutego  | Toray Pan Pacific Open Tokio Kategoria I Dywanowa (hala)     | Lindsay Davenport                  | 6:4, 6:1      | Magdalena Maleewa                              | Jelena Dokić Chanda Rubin          | Daniela Hantuchová Tatjana Panowa Ai Sugiyama Venus Williams               |
| 2 lutego  | Toray Pan Pacific Open Tokio Kategoria I Dywanowa (hala)     | Cara Black Rennae Stubbs           | 6:0, 6:1      | Jelena Lichowcewa Magdalena Maleewa            | Jelena Dokić Chanda Rubin          | Daniela Hantuchová Tatjana Panowa Ai Sugiyama Venus Williams               |
| 9 lutego  | Open Gaz de France Paryż Kategoria II Twarda (hala)          | Kim Clijsters                      | 6:2, 6:1      | Mary Pierce                                    | Tatiana Golovin Dinara Safina      | Jelena Bowina Jelena Diemientjewa Silvia Farina Elia Francesca Schiavone   |
| 9 lutego  | Open Gaz de France Paryż Kategoria II Twarda (hala)          | Barbara Schett Patty Schnyder      | 6:3, 6:2      | Silvia Farina Elia Francesca Schiavone         | Tatiana Golovin Dinara Safina      | Jelena Bowina Jelena Diemientjewa Silvia Farina Elia Francesca Schiavone   |
| 16 lutego | Proximus Diamond Games Antwerpia Kategoria II Twarda (hala)  | Kim Clijsters                      | 6:3, 6:0      | Silvia Farina Elia                             | Myriam Casanova Karolina Šprem     | Denisa Chládková Klára Koukalová Magdalena Maleewa Patty Schnyder          |
| 16 lutego | Proximus Diamond Games Antwerpia Kategoria II Twarda (hala)  | Cara Black Els Callens             | 6:2, 6:1      | Myriam Casanova Eleni Daniilidu                | Myriam Casanova Karolina Šprem     | Denisa Chládková Klára Koukalová Magdalena Maleewa Patty Schnyder          |
| 16 lutego | Cellular South Cup Memphis Kategoria III Twarda (hala)       | Wiera Zwonariowa                   | 4:6, 6:4, 7:5 | Lisa Raymond                                   | Laura Granville Marija Szarapowa   | Kristina Brandi Gisela Dulko Amy Frazier Lindsay Lee-Waters                |
| 16 lutego | Cellular South Cup Memphis Kategoria III Twarda (hala)       | Åsa Svensson Meilen Tu             | 6:4, 7:6(0)   | Marija Szarapowa Wiera Zwonariowa              | Laura Granville Marija Szarapowa   | Kristina Brandi Gisela Dulko Amy Frazier Lindsay Lee-Waters                |
| 16 lutego | AP Tourism Hyderabad Open Hajdarabad Kategoria IV Twarda     | Nicole Pratt                       | 7:6(3), 6:1   | Marija Kirilenko                               | Marion Bartoli Tamarine Tanasugarn | Zheng Jie Mervana Jugić-Salkić Jelena Kostanić Angelique Widjaja           |
| 16 lutego | AP Tourism Hyderabad Open Hajdarabad Kategoria IV Twarda     | Liezel Huber Sania Mirza           | 7:6(1), 6:4   | Li Ting Sun Tiantian                           | Marion Bartoli Tamarine Tanasugarn | Zheng Jie Mervana Jugić-Salkić Jelena Kostanić Angelique Widjaja           |
| 23 lutego | Dubai Duty Free Women’s Open Dubaj Kategoria II Twarda       | Justine Henin-Hardenne             | 7:6(3), 6:3   | Swietłana Kuzniecowa                           | Meghann Shaughnessy Ai Sugiyama    | Eleni Daniilidu Conchita Martínez Anastasija Myskina Venus Williams        |
| 23 lutego | Dubai Duty Free Women’s Open Dubaj Kategoria II Twarda       | Janette Husárová Conchita Martínez | 6:0, 1:6, 6:3 | Swietłana Kuzniecowa Jelena Lichowcewa         | Meghann Shaughnessy Ai Sugiyama    | Eleni Daniilidu Conchita Martínez Anastasija Myskina Venus Williams        |
| 23 lutego | Copa Colsanitas Seguros Bolivar Bogota Kategoria III Ceglana | Fabiola Zuluaga                    | 3:6, 6:4, 6:2 | María Sánchez Lorenzo                          | Ľubomíra Kurhajcová Émilie Loit    | Catalina Castaño Ľudmila Cervanová Conchita Martínez Granados Lana Popadić |
| 23 lutego | Copa Colsanitas Seguros Bolivar Bogota Kategoria III Ceglana | Barbara Schwartz Jasmin Wöhr       | 6:1, 6:3      | Anabel Medina Garrigues Arantxa Parra Santonja | Ľubomíra Kurhajcová Émilie Loit    | Catalina Castaño Ľudmila Cervanová Conchita Martínez Granados Lana Popadić |

## Marzec
| Data     | Turniej                                                | Zwyciężczynie                          | Wynik            | Finalistki                             | Półfinalistki                            | Ćwierćfinalistki                                                    |
| -------- | ------------------------------------------------------ | -------------------------------------- | ---------------- | -------------------------------------- | ---------------------------------------- | ------------------------------------------------------------------- |
| 1 marca  | Qatar Total Open Doha Kategoria II Twarda              | Anastasija Myskina                     | 4:6, 6:4, 6:4    | Swietłana Kuzniecowa                   | Jennifer Capriati Justine Henin-Hardenne | Nathalie Dechy Silvia Farina Elia Zheng Jie Meghann Shaughnessy     |
| 1 marca  | Qatar Total Open Doha Kategoria II Twarda              | Swietłana Kuzniecowa Jelena Lichowcewa | 7:6(4), 6:4      | Janette Husárová Conchita Martínez     | Jennifer Capriati Justine Henin-Hardenne | Nathalie Dechy Silvia Farina Elia Zheng Jie Meghann Shaughnessy     |
| 1 marca  | Abierto Mexicano Telcel Acapulco Kategoria III Ceglana | Iveta Benešová                         | 7:6(5), 6:4      | Flavia Pennetta                        | Marta Marrero María Sánchez Lorenzo      | Émilie Loit Samantha Stosur Nicole Vaidišová Julija Wakułenko       |
| 1 marca  | Abierto Mexicano Telcel Acapulco Kategoria III Ceglana | Lisa McShea Milagros Sequera           | 2:6, 7:6(5), 6:4 | Olga Blahotová Gabriela Navrátilová    | Marta Marrero María Sánchez Lorenzo      | Émilie Loit Samantha Stosur Nicole Vaidišová Julija Wakułenko       |
| 8 marca  | Pacific Life Open Indian Wells Kategoria I Twarda      | Justine Henin-Hardenne                 | 6:1, 6:4         | Lindsay Davenport                      | Anastasija Myskina Nathalie Dechy        | Gisela Dulko Swietłana Kuzniecowa Conchita Martínez Fabiola Zuluaga |
| 8 marca  | Pacific Life Open Indian Wells Kategoria I Twarda      | Virginia Ruano Pascual Paola Suárez    | 6:1, 6:2         | Swietłana Kuzniecowa Jelena Lichowcewa | Anastasija Myskina Nathalie Dechy        | Gisela Dulko Swietłana Kuzniecowa Conchita Martínez Fabiola Zuluaga |
| 22 marca | NASDAQ-100 Open Key Biscayne Kategoria I Twarda        | Serena Williams                        | 6:1, 6:1         | Jelena Diemientjewa                    | Eleni Daniilidu Nadieżda Pietrowa        | Jill Craybas Nathalie Dechy Karolina Šprem Venus Williams           |
| 22 marca | NASDAQ-100 Open Key Biscayne Kategoria I Twarda        | Nadieżda Pietrowa Meghann Shaughnessy  | 6:2, 6:3         | Swietłana Kuzniecowa Jelena Lichowcewa | Eleni Daniilidu Nadieżda Pietrowa        | Jill Craybas Nathalie Dechy Karolina Šprem Venus Williams           |

## Kwiecień
| Data        | Turniej                                                                  | Zwyciężczynie | Wynik | Finalistki | Półfinalistki                            | Ćwierćfinalistki                                                              |
| ----------- | ------------------------------------------------------------------------ | --- | --- | --- | ---------------------------------------- | ----------------------------------------------------------------------------- |
| 5 kwietnia  | Bausch & Lomb Championships Amelia Island Kategoria II Ceglana           | Lindsay Davenport | 6:4, 6:4 | Amélie Mauresmo | Justine Henin-Hardenne Nadieżda Pietrowa | Silvia Farina Elia Paola Suárez Serena Williams Wiera Zwonariowa              |
| 5 kwietnia  | Bausch & Lomb Championships Amelia Island Kategoria II Ceglana           | Nadieżda Pietrowa Meghann Shaughnessy | 3:6, 6:2, 7:5 | Myriam Casanova Alicia Molik | Justine Henin-Hardenne Nadieżda Pietrowa | Silvia Farina Elia Paola Suárez Serena Williams Wiera Zwonariowa              |
| 5 kwietnia  | Grand Prix SAR La Princesse Lalla Meryem Casablanca Kategoria V Ceglana  | Émilie Loit | 6:2, 6:2 | Ľudmila Cervanová | Rita Grande Klára Koukalová              | Maria Elena Camerin Marta Domachowska Ľubomíra Kurhajcová Marta Marrero       |
| 5 kwietnia  | Grand Prix SAR La Princesse Lalla Meryem Casablanca Kategoria V Ceglana  | Marion Bartoli Émilie Loit | 6:4, 6:2 | Els Callens Katarina Srebotnik | Rita Grande Klára Koukalová              | Maria Elena Camerin Marta Domachowska Ľubomíra Kurhajcová Marta Marrero       |
| 12 kwietnia | Family Circle Cup Charleston Kategoria I Ceglana                         | Venus Williams | 2:6, 6:2, 6:1 | Conchita Martínez | Jelena Kostanić Patty Schnyder           | Lindsay Davenport Petra Mandula Nadieżda Pietrowa Wiera Zwonariowa            |
| 12 kwietnia | Family Circle Cup Charleston Kategoria I Ceglana                         | Virginia Ruano Pascual Paola Suárez | 6:4, 6:1 | Martina Navrátilová Lisa Raymond | Jelena Kostanić Patty Schnyder           | Lindsay Davenport Petra Mandula Nadieżda Pietrowa Wiera Zwonariowa            |
| 12 kwietnia | Estoril Open Oeiras Kategoria III Ceglana                                | Émilie Loit | 7:5, 7:6(1) | Iveta Benešová | Stéphanie Cohen-Aloro Marta Marrero      | Denisa Chládková Klára Koukalová Barbara Schett Martina Suchá                 |
| 12 kwietnia | Estoril Open Oeiras Kategoria III Ceglana                                | Emmanuelle Gagliardi Janette Husárová | 6:3, 6:2 | Olga Blahotová Gabriela Navrátilová | Stéphanie Cohen-Aloro Marta Marrero      | Denisa Chládková Klára Koukalová Barbara Schett Martina Suchá                 |
| 19 kwietnia | Fed Cup Amiens Lecce Murcja Bree Moskwa Buenos Aires St. Pölten Portorož | Wyniki rundy kwalifikacyjnej o awans do turnieju finałowego · Francja – Niemcy 5–0 · Włochy – Czechy 3–1 · Hiszpania – Szwajcaria 3–2 · Belgia – Chorwacja 3–2 · Rosja – Australia 4–1 · Argentyna – Japonia 4–1 · Austria – Słowacja 3–2 · Stany Zjednoczone – Słowenia 4–1 | Wyniki rundy kwalifikacyjnej o awans do turnieju finałowego · Francja – Niemcy 5–0 · Włochy – Czechy 3–1 · Hiszpania – Szwajcaria 3–2 · Belgia – Chorwacja 3–2 · Rosja – Australia 4–1 · Argentyna – Japonia 4–1 · Austria – Słowacja 3–2 · Stany Zjednoczone – Słowenia 4–1 | Wyniki rundy kwalifikacyjnej o awans do turnieju finałowego · Francja – Niemcy 5–0 · Włochy – Czechy 3–1 · Hiszpania – Szwajcaria 3–2 · Belgia – Chorwacja 3–2 · Rosja – Australia 4–1 · Argentyna – Japonia 4–1 · Austria – Słowacja 3–2 · Stany Zjednoczone – Słowenia 4–1 |                                          |                                                                               |
| 26 kwietnia | J&S Cup Warszawa Kategoria II Ceglana                                    | Venus Williams | 6:1, 6:4 | Swietłana Kuzniecowa | Francesca Schiavone Wiera Zwonariowa     | Silvia Farina Elia Magdalena Maleewa Amélie Mauresmo Anna Smasznowa-Pistolesi |
| 26 kwietnia | J&S Cup Warszawa Kategoria II Ceglana                                    | Silvia Farina Elia Francesca Schiavone | 3:6, 6:2, 6:1 | Gisela Dulko Patricia Tarabini | Francesca Schiavone Wiera Zwonariowa     | Silvia Farina Elia Magdalena Maleewa Amélie Mauresmo Anna Smasznowa-Pistolesi |
| 26 kwietnia | Tippmix Budapest Grand Prix Budapeszt Kategoria V Ceglana                | Jelena Janković | 7:6(3), 6:3 | Martina Suchá | Iveta Benešová Flavia Pennetta           | Ľudmila Cervanová Anikó Kapros Sanda Mamić Petra Mandula                      |
| 26 kwietnia | Tippmix Budapest Grand Prix Budapeszt Kategoria V Ceglana                | Petra Mandula Barbara Schett | 6:3, 6:2 | Virág Németh Ágnes Szávay | Iveta Benešová Flavia Pennetta           | Ľudmila Cervanová Anikó Kapros Sanda Mamić Petra Mandula                      |

## Maj
| Data    | Turniej                                                      | Zwyciężczynie                         | Wynik            | Finalistki                             | Półfinalistki                    | Ćwierćfinalistki                                                                     |
| ------- | ------------------------------------------------------------ | ------------------------------------- | ---------------- | -------------------------------------- | -------------------------------- | ------------------------------------------------------------------------------------ |
| 3 maja  | Qatar Total German Open Berlin Kategoria I Ceglana           | Amélie Mauresmo                       | walkower         | Venus Williams                         | Jennifer Capriati Karolina Šprem | Swietłana Kuzniecowa Anastasija Myskina Paola Suárez Fabiola Zuluaga                 |
| 3 maja  | Qatar Total German Open Berlin Kategoria I Ceglana           | Nadieżda Pietrowa Meghann Shaughnessy | 6:2, 2:6, 6:1    | Janette Husárová Conchita Martínez     | Jennifer Capriati Karolina Šprem | Swietłana Kuzniecowa Anastasija Myskina Paola Suárez Fabiola Zuluaga                 |
| 10 maja | Internazionali BNL d'Italia Rzym Kategoria I Ceglana         | Amélie Mauresmo                       | 3:6, 6:3, 7:6(6) | Jennifer Capriati                      | Serena Williams Wiera Zwonariowa | Silvia Farina Elia Swietłana Kuzniecowa Francesca Schiavone Anna Smasznowa-Pistolesi |
| 10 maja | Internazionali BNL d'Italia Rzym Kategoria I Ceglana         | Nadieżda Pietrowa Meghann Shaughnessy | 2:6, 6:3, 6:3    | Virginia Ruano Pascual Paola Suárez    | Serena Williams Wiera Zwonariowa | Silvia Farina Elia Swietłana Kuzniecowa Francesca Schiavone Anna Smasznowa-Pistolesi |
| 17 maja | Internationaux de Strasbourg Strasburg Kategoria III Ceglana | Claudine Schaul                       | 2:6, 6:0, 6:3    | Lindsay Davenport                      | Silvia Farina Elia Émilie Loit   | Milagros Sequera Katarina Srebotnik Barbora Strýcová Ai Sugiyama                     |
| 17 maja | Internationaux de Strasbourg Strasburg Kategoria III Ceglana | Lisa McShea Milagros Sequera          | 6:4, 6:1         | Tina Križan Katarina Srebotnik         | Silvia Farina Elia Émilie Loit   | Milagros Sequera Katarina Srebotnik Barbora Strýcová Ai Sugiyama                     |
| 17 maja | Wien Energie Grand Prix Wiedeń Kategoria III Ceglana         | Anna Smasznowa-Pistolesi              | 6:2, 3:6, 6:2    | Alicia Molik                           | Amy Frazier Jelena Kostanić      | Ľubomíra Kurhajcová Magüi Serna Marlene Weingärtner Alina Żydkowa                    |
| 17 maja | Wien Energie Grand Prix Wiedeń Kategoria III Ceglana         | Martina Navrátilová Lisa Raymond      | 6:2, 7:5         | Cara Black Rennae Stubbs               | Amy Frazier Jelena Kostanić      | Ľubomíra Kurhajcová Magüi Serna Marlene Weingärtner Alina Żydkowa                    |
| 24 maja | French Open Paryż Wielki Szlem Ceglana                       | Anastasija Myskina                    | 6:1, 6:2         | Jelena Diemientjewa                    | Jennifer Capriati Paola Suárez   | Amélie Mauresmo Marija Szarapowa Serena Williams Venus Williams                      |
| 24 maja | French Open Paryż Wielki Szlem Ceglana                       | Virginia Ruano Pascual Paola Suárez   | 6:0, 6:3         | Swietłana Kuzniecowa Jelena Lichowcewa | Jennifer Capriati Paola Suárez   | Amélie Mauresmo Marija Szarapowa Serena Williams Venus Williams                      |
| 24 maja | French Open Paryż Wielki Szlem Ceglana                       | Tatiana Golovin Richard Gasquet       | 6:3, 6:4         | Cara Black Wayne Black                 | Jennifer Capriati Paola Suárez   | Amélie Mauresmo Marija Szarapowa Serena Williams Venus Williams                      |

## Czerwiec
| Data       | Turniej                                                                       | Zwyciężczynie                     | Wynik            | Finalistki                             | Półfinalistki                            | Ćwierćfinalistki                                                |
| ---------- | ----------------------------------------------------------------------------- | --------------------------------- | ---------------- | -------------------------------------- | ---------------------------------------- | --------------------------------------------------------------- |
| 7 czerwca  | DFS Classic Birmingham Kategoria III Trawiasta                                | Marija Szarapowa                  | 4:6, 6:2, 6:1    | Tatiana Golovin                        | Émilie Loit Patty Schnyder               | Anne Kremer Alicia Molik Saori Obata Tamarine Tanasugarn        |
| 7 czerwca  | DFS Classic Birmingham Kategoria III Trawiasta                                | Marija Kirilenko Marija Szarapowa | 6:2, 6:1         | Lisa McShea Milagros Sequera           | Émilie Loit Patty Schnyder               | Anne Kremer Alicia Molik Saori Obata Tamarine Tanasugarn        |
| 14 czerwca | Hastings Direct International Championships Eastbourne Kategoria II Trawiasta | Swietłana Kuzniecowa              | 2:6, 7:6(2), 6:4 | Daniela Hantuchová                     | Amélie Mauresmo Wiera Zwonariowa         | Magdalena Maleewa Tina Pisnik María Sánchez Lorenzo Ai Sugiyama |
| 14 czerwca | Hastings Direct International Championships Eastbourne Kategoria II Trawiasta | Alicia Molik Magüi Serna          | 6:4, 6:4         | Swietłana Kuzniecowa Jelena Lichowcewa | Amélie Mauresmo Wiera Zwonariowa         | Magdalena Maleewa Tina Pisnik María Sánchez Lorenzo Ai Sugiyama |
| 14 czerwca | Ordina Open ’s-Hertogenbosch Kategoria III Trawiasta                          | Mary Pierce                       | 7:6(6), 6:2      | Klára Koukalová                        | Lina Krasnorucka Anabel Medina Garrigues | Jelena Janković Anne Kremer Claudine Schaul Barbara Schett      |
| 14 czerwca | Ordina Open ’s-Hertogenbosch Kategoria III Trawiasta                          | Lisa McShea Milagros Sequera      | 7:6(3), 6:3      | Jelena Kostanić Claudine Schaul        | Lina Krasnorucka Anabel Medina Garrigues | Jelena Janković Anne Kremer Claudine Schaul Barbara Schett      |
| 21 czerwca | Wimbledon Londyn Wielki Szlem Trawiasta                                       | Marija Szarapowa                  | 6:1, 6:4         | Serena Williams                        | Lindsay Davenport Amélie Mauresmo        | Jennifer Capriati Karolina Šprem Paola Suárez Ai Sugiyama       |
| 21 czerwca | Wimbledon Londyn Wielki Szlem Trawiasta                                       | Cara Black Rennae Stubbs          | 6:3, 7:6(5)      | Liezel Huber Ai Sugiyama               | Lindsay Davenport Amélie Mauresmo        | Jennifer Capriati Karolina Šprem Paola Suárez Ai Sugiyama       |
| 21 czerwca | Wimbledon Londyn Wielki Szlem Trawiasta                                       | Cara Black Wayne Black            | 3:6, 7:6(8), 6:4 | Alicia Molik Todd Woodbridge           | Lindsay Davenport Amélie Mauresmo        | Jennifer Capriati Karolina Šprem Paola Suárez Ai Sugiyama       |

## Lipiec
| Data     | Turniej                                                         | Zwyciężczynie | Wynik | Finalistki | Półfinalistki                        | Ćwierćfinalistki                                                               |
| -------- | --------------------------------------------------------------- | --- | --- | --- | ------------------------------------ | ------------------------------------------------------------------------------ |
| 5 lipca  | Fed Cup Rimini Jerez de la Frontera Buenos Aires Innsbruck      | Wyniki ćwierćfinałów · Francja – Włochy 3–2 · Hiszpania – Belgia 3–2 · Rosja – Argentyna 4–1 · Austria – Stany Zjednoczone 4–1 | Wyniki ćwierćfinałów · Francja – Włochy 3–2 · Hiszpania – Belgia 3–2 · Rosja – Argentyna 4–1 · Austria – Stany Zjednoczone 4–1 | Wyniki ćwierćfinałów · Francja – Włochy 3–2 · Hiszpania – Belgia 3–2 · Rosja – Argentyna 4–1 · Austria – Stany Zjednoczone 4–1 |                                      |                                                                                |
| 12 lipca | Bank of the West Classic Stanford Kategoria II Twarda           | Lindsay Davenport | 7:6(4), 5:7, 7:6(4) | Venus Williams | Amy Frazier María Vento-Kabchi       | Francesca Schiavone Patty Schnyder Anna Smasznowa-Pistolesi Mashona Washington |
| 12 lipca | Bank of the West Classic Stanford Kategoria II Twarda           | Eleni Daniilidu Nicole Pratt                                                                                                   | 6:2, 6:4 | Iveta Benešová Claudine Schaul                                                                                                 | Amy Frazier María Vento-Kabchi       | Francesca Schiavone Patty Schnyder Anna Smasznowa-Pistolesi Mashona Washington |
| 19 lipca | JPMorgan Chase Open Carson Kategoria II Twarda                  | Lindsay Davenport | 6:1, 6:3 | Serena Williams | Jelena Diemientjewa Venus Williams   | Swietłana Kuzniecowa Nadieżda Pietrowa Francesca Schiavone Wiera Zwonariowa    |
| 19 lipca | JPMorgan Chase Open Carson Kategoria II Twarda                  | Nadieżda Pietrowa Meghann Shaughnessy                                                                                          | 6:7(2), 6:4, 6:3 | Conchita Martínez Virginia Ruano Pascual                                                                                       | Jelena Diemientjewa Venus Williams   | Swietłana Kuzniecowa Nadieżda Pietrowa Francesca Schiavone Wiera Zwonariowa    |
| 19 lipca | Internazionali Femminili di Palermo Palermo Kategoria V Ceglana | Anabel Medina Garrigues | 6:4, 6:4 | Flavia Pennetta | Denisa Chládková Katarina Srebotnik  | Ľudmila Cervanová Anna-Lena Grönefeld Klára Koukalová Antonella Serra Zanetti  |
| 19 lipca | Internazionali Femminili di Palermo Palermo Kategoria V Ceglana | Anabel Medina Garrigues Arantxa Sánchez Vicario                                                                                | 6:3, 7:6(4) | Ľubomíra Kurhajcová Henrieta Nagyová                                                                                           | Denisa Chládková Katarina Srebotnik  | Ľudmila Cervanová Anna-Lena Grönefeld Klára Koukalová Antonella Serra Zanetti  |
| 26 lipca | Acura Classic San Diego Kategoria I Twarda                      | Lindsay Davenport | 6:1, 6:1 | Anastasija Myskina | Jelena Diemientjewa Wiera Zwonariowa | Amy Frazier Marija Szarapowa Ai Sugiyama Serena Williams                       |
| 26 lipca | Acura Classic San Diego Kategoria I Twarda                      | Cara Black Rennae Stubbs | 4:6, 6:1, 6:4 | Virginia Ruano Pascual Paola Suárez                                                                                            | Jelena Diemientjewa Wiera Zwonariowa | Amy Frazier Marija Szarapowa Ai Sugiyama Serena Williams                       |

## Sierpień
| Data       | Turniej                                                | Zwyciężczynie                        | Wynik         | Finalistki                               | Półfinalistki                        | Ćwierćfinalistki                                                        |
| ---------- | ------------------------------------------------------ | ------------------------------------ | ------------- | ---------------------------------------- | ------------------------------------ | ----------------------------------------------------------------------- |
| 2 sierpnia | Rogers AT&T Cup Montreal Kategoria I Twarda            | Amélie Mauresmo                      | 6:1, 6:0      | Jelena Lichowcewa                        | Anastasija Myskina Wiera Zwonariowa  | Jennifer Capriati Tatiana Golovin Magdalena Maleewa Karolina Šprem      |
| 2 sierpnia | Rogers AT&T Cup Montreal Kategoria I Twarda            | Shinobu Asagoe Ai Sugiyama           | 6:0, 6:3      | Liezel Huber Tamarine Tanasugarn         | Anastasija Myskina Wiera Zwonariowa  | Jennifer Capriati Tatiana Golovin Magdalena Maleewa Karolina Šprem      |
| 2 sierpnia | Nordea Nordic Light Open Sztokholm Kategoria IV Twarda | Alicia Molik                         | 6:1, 6:1      | Tetiana Perebyjnis                       | Silvia Farina Elia Sandra Kleinová   | Séverine Brémond Maria Elena Camerin Denisa Chládková Henrieta Nagyová  |
| 2 sierpnia | Nordea Nordic Light Open Sztokholm Kategoria IV Twarda | Alicia Molik Barbara Schett          | 6:3, 6:3      | Emmanuelle Gagliardi Anna-Lena Grönefeld | Silvia Farina Elia Sandra Kleinová   | Séverine Brémond Maria Elena Camerin Denisa Chládková Henrieta Nagyová  |
| 9 sierpnia | Idea Prokom Open Sopot Kategoria III Ceglana           | Flavia Pennetta                      | 7:5, 3:6, 6:3 | Klára Koukalová                          | Marta Domachowska Anastasija Myskina | Iveta Benešová Ľubomíra Kurhajcová Nuria Llagostera Vives Marta Marrero |
| 9 sierpnia | Idea Prokom Open Sopot Kategoria III Ceglana           | Nuria Llagostera Vives Marta Marrero | 6:4, 6:3      | Klaudia Jans Alicja Rosolska             | Marta Domachowska Anastasija Myskina | Iveta Benešová Ľubomíra Kurhajcová Nuria Llagostera Vives Marta Marrero |
| 9 sierpnia | Vancouver Open Vancouver Kategoria V Twarda            | Nicole Vaidišová                     | 2:6, 6:4, 6:2 | Laura Granville                          | Alina Żydkowa Camille Pin            | Rita Grande Sesił Karatanczewa Lindsay Lee-Waters Milagros Sequera      |
| 9 sierpnia | Vancouver Open Vancouver Kategoria V Twarda            | Bethanie Mattek Abigail Spears       | 6:3, 6:3      | Els Callens Anna-Lena Grönefeld          | Alina Żydkowa Camille Pin            | Rita Grande Sesił Karatanczewa Lindsay Lee-Waters Milagros Sequera      |

| Data        | Turniej                                                     | Złoty medal            | Wynik    | Srebrny medal                            | Brązowy medal                  | Wynik    | Czwarte miejsce            |
| 16 sierpnia | Letnie Igrzyska Olimpijskie 2004 Ateny Igrzyska olimpijskie | Justine Henin-Hardenne | 6:3, 6:3 | Amélie Mauresmo                          | Alicia Molik                   | 6:3, 6:4 | Anastasija Myskina         |
| 16 sierpnia | Letnie Igrzyska Olimpijskie 2004 Ateny Igrzyska olimpijskie | Li Ting Sun Tiantian   | 6:3, 6:3 | Conchita Martínez Virginia Ruano Pascual | Paola Suárez Patricia Tarabini | 6:3, 6:3 | Shinobu Asagoe Ai Sugiyama |

| Data        | Turniej                                                     | Zwyciężczynie                         | Wynik           | Finalistki                               | Półfinalistki                            | Ćwierćfinalistki                                                        |
| ----------- | ----------------------------------------------------------- | ------------------------------------- | --------------- | ---------------------------------------- | ---------------------------------------- | ----------------------------------------------------------------------- |
| 16 sierpnia | W&S Financial Group Women's Open Mason Kategoria III Twarda | Lindsay Davenport                     | 6:3, 6:2        | Wiera Zwonariowa                         | Marion Bartoli Amy Frazier               | Laura Granville Flavia Pennetta Peng Shuai Salima Safar                 |
| 16 sierpnia | W&S Financial Group Women's Open Mason Kategoria III Twarda | Jill Craybas Marlene Weingärtner      | 7:5, 7:6(2)     | Emmanuelle Gagliardi Anna-Lena Grönefeld | Marion Bartoli Amy Frazier               | Laura Granville Flavia Pennetta Peng Shuai Salima Safar                 |
| 23 sierpnia | Pilot Pen Tennis New Haven Kategoria II Twarda              | Jelena Bowina                         | 6:2, 2:6, 7:5   | Nathalie Dechy                           | Jelena Diemientjewa Lisa Raymond         | Jennifer Capriati Daniela Hantuchová Jelena Janković Mashona Washington |
| 23 sierpnia | Pilot Pen Tennis New Haven Kategoria II Twarda              | Nadieżda Pietrowa Meghann Shaughnessy | 6:1, 1:6,7:6(4) | Martina Navrátilová Lisa Raymond         | Jelena Diemientjewa Lisa Raymond         | Jennifer Capriati Daniela Hantuchová Jelena Janković Mashona Washington |
| 23 sierpnia | Forest Hills Tennis Classic Forest Hills Kategoria V Twarda | Jelena Lichowcewa                     | 6:2, 6:2        | Iveta Benešová                           | Kirsten Flipkens Anabel Medina Garrigues | Marion Bartoli Kristina Brandi Émilie Loit Katarina Srebotnik           |
| 30 sierpnia | US Open Nowy Jork Wielki Szlem Twarda                       | Swietłana Kuzniecowa                  | 6:3, 7:5        | Jelena Diemientjewa                      | Jennifer Capriati Lindsay Davenport      | Shinobu Asagoe Amélie Mauresmo Nadieżda Pietrowa Serena Williams        |
| 30 sierpnia | US Open Nowy Jork Wielki Szlem Twarda                       | Virginia Ruano Pascual Paola Suárez   | 6:4, 7:5        | Swietłana Kuzniecowa Jelena Lichowcewa   | Jennifer Capriati Lindsay Davenport      | Shinobu Asagoe Amélie Mauresmo Nadieżda Pietrowa Serena Williams        |
| 30 sierpnia | US Open Nowy Jork Wielki Szlem Twarda                       | Wiera Zwonariowa Bob Bryan            | 6:3, 6:4        | Alicia Molik Todd Woodbridge             | Jennifer Capriati Lindsay Davenport      | Shinobu Asagoe Amélie Mauresmo Nadieżda Pietrowa Serena Williams        |

## Wrzesień
| Data        | Turniej                                                          | Zwyciężczynie                      | Wynik         | Finalistki                                   | Półfinalistki                         | Ćwierćfinalistki                                                              |
| ----------- | ---------------------------------------------------------------- | ---------------------------------- | ------------- | -------------------------------------------- | ------------------------------------- | ----------------------------------------------------------------------------- |
| 13 września | Wismilak International Bali Kategoria III Twarda                 | Swietłana Kuzniecowa               | 6:1, 6:4      | Marlene Weingärtner                          | Maria Elena Camerin Nadieżda Pietrowa | Gisela Dulko Tathiana Garbin Angelique Widjaja Cho Yoon-jeong                 |
| 13 września | Wismilak International Bali Kategoria III Twarda                 | Anastasija Myskina Ai Sugiyama     | 6:3, 7:5      | Swietłana Kuzniecowa Arantxa Sánchez Vicario | Maria Elena Camerin Nadieżda Pietrowa | Gisela Dulko Tathiana Garbin Angelique Widjaja Cho Yoon-jeong                 |
| 20 września | China Open Pekin Kategoria II Twarda                             | Serena Williams                    | 4:6, 7:5, 6:4 | Swietłana Kuzniecowa                         | Marija Szarapowa Wiera Zwonariowa     | Gisela Dulko Anabel Medina Garrigues Jelena Janković Nadieżda Pietrowa        |
| 20 września | China Open Pekin Kategoria II Twarda                             | Emmanuelle Gagliardi Dinara Safina | 6:4, 6:4      | Gisela Dulko María Vento-Kabchi              | Marija Szarapowa Wiera Zwonariowa     | Gisela Dulko Anabel Medina Garrigues Jelena Janković Nadieżda Pietrowa        |
| 27 września | Gaz de France Stars Hasselt Kategoria III Twarda                 | Jelena Diemientjewa                | 0:6, 6:0, 6:4 | Jelena Bowina                                | Maria Elena Camerin Kim Clijsters     | Denisa Chládková Magdalena Maleewa Virginia Ruano Pascual Francesca Schiavone |
| 27 września | Gaz de France Stars Hasselt Kategoria III Twarda                 | Jennifer Russell Mara Santangelo   | 6:3, 7:5      | Nuria Llagostera Vives Marta Marrero         | Maria Elena Camerin Kim Clijsters     | Denisa Chládková Magdalena Maleewa Virginia Ruano Pascual Francesca Schiavone |
| 27 września | Guangzhou International Women’s Open Kanton Kategoria III Twarda | Li Na                              | 6:3, 6:4      | Martina Suchá                                | Barbora Strýcová Li Ting              | Kristina Brandi Dinara Safina Peng Shuai Tamarine Tanasugarn                  |
| 27 września | Guangzhou International Women’s Open Kanton Kategoria III Twarda | Sun Tiantian Li Ting               | 6:4, 6:1      | Yang Shujing Yu Ying                         | Barbora Strýcová Li Ting              | Kristina Brandi Dinara Safina Peng Shuai Tamarine Tanasugarn                  |
| 27 września | Hansol Korea Open Seul Kategoria IV Twarda                       | Marija Szarapowa                   | 6:1, 6:1      | Marta Domachowska                            | Anne Kremer Abigail Spears            | Sanda Mamić Szachar Pe’er Samantha Stosur Silvija Talaja                      |
| 27 września | Hansol Korea Open Seul Kategoria IV Twarda                       | Jeon Mi-ra Cho Yoon-jeong          | 6:3, 1:6, 7:5 | Chuang Chia-jung Hsieh Su-wei                | Anne Kremer Abigail Spears            | Sanda Mamić Szachar Pe’er Samantha Stosur Silvija Talaja                      |

## Październik
| Data            | Turniej                                                    | Zwyciężczynie                                 | Wynik            | Finalistki                          | Półfinalistki                              | Ćwierćfinalistki                                                          |
| --------------- | ---------------------------------------------------------- | --------------------------------------------- | ---------------- | ----------------------------------- | ------------------------------------------ | ------------------------------------------------------------------------- |
| 4 października  | Porsche Tennis Grand Prix Filderstadt Kategoria II Twarda  | Lindsay Davenport                             | 6:2, krecz       | Amélie Mauresmo                     | Swietłana Kuzniecowa Anastasija Myskina    | Jelena Janković Jelena Lichowcewa Lisa Raymond Fabiola Zuluaga            |
| 4 października  | Porsche Tennis Grand Prix Filderstadt Kategoria II Twarda  | Cara Black Rennae Stubbs                      | 6:3, 6:2         | Anna-Lena Grönefeld Julia Schruff   | Swietłana Kuzniecowa Anastasija Myskina    | Jelena Janković Jelena Lichowcewa Lisa Raymond Fabiola Zuluaga            |
| 4 października  | Japan Open Tennis Championships Tokio Kategoria III Twarda | Marija Szarapowa                              | 6:0, 6:1         | Mashona Washington                  | Klára Koukalová Tamarine Tanasugarn        | Youlia Fedossova Anikó Kapros Jewgienija Liniecka Nicole Vaidišová        |
| 4 października  | Japan Open Tennis Championships Tokio Kategoria III Twarda | Shinobu Asagoe Katarina Srebotnik             | 6:1, 6:4         | Jennifer Hopkins Mashona Washington | Klára Koukalová Tamarine Tanasugarn        | Youlia Fedossova Anikó Kapros Jewgienija Liniecka Nicole Vaidišová        |
| 11 października | Kremlin Cup Moskwa Kategoria I Dywanowa                    | Anastasija Myskina                            | 7:5, 6:0         | Jelena Diemientjewa                 | Jelena Bowina Lindsay Davenport            | Swietłana Kuzniecowa Francesca Schiavone Venus Williams Wiera Zwonariowa  |
| 11 października | Kremlin Cup Moskwa Kategoria I Dywanowa                    | Anastasija Myskina Wiera Zwonariowa           | 6:3, 4:6, 6:2    | Virginia Ruano Pascual Paola Suárez | Jelena Bowina Lindsay Davenport            | Swietłana Kuzniecowa Francesca Schiavone Venus Williams Wiera Zwonariowa  |
| 11 października | Tashkent Open Taszkent Kategoria IV Twarda                 | Nicole Vaidišová                              | 5:7, 6:3, 6:2    | Virginie Razzano                    | Anca Barna Meghann Shaughnessy             | Marta Marrero Arantxa Parra Santonja Olha Sawczuk Antonella Serra Zanetti |
| 11 października | Tashkent Open Taszkent Kategoria IV Twarda                 | Adriana Serra Zanetti Antonella Serra Zanetti | 1:6, 6:3, 6:4    | Marion Bartoli Mara Santangelo      | Anca Barna Meghann Shaughnessy             | Marta Marrero Arantxa Parra Santonja Olha Sawczuk Antonella Serra Zanetti |
| 18 października | Swisscom Challenge Zurych Kategoria I Twarda               | Alicia Molik                                  | 4:6, 6:2, 6:3    | Marija Szarapowa                    | Jelena Diemientjewa Patty Schnyder         | Nadieżda Pietrowa Paola Suárez Ai Sugiyama Venus Williams                 |
| 18 października | Swisscom Challenge Zurych Kategoria I Twarda               | Cara Black Rennae Stubbs                      | 6:4, 6:4         | Virginia Ruano Pascual Paola Suárez | Jelena Diemientjewa Patty Schnyder         | Nadieżda Pietrowa Paola Suárez Ai Sugiyama Venus Williams                 |
| 25 października | Generali Ladies Linz Linz Kategoria II Twarda              | Paola Suárez                                  | 6:2, 6:0         | Jelena Bowina                       | Jelena Janković Nadieżda Pietrowa          | Alina Żydkowa Meghann Shaughnessy Ai Sugiyama Wiera Zwonariowa            |
| 25 października | Generali Ladies Linz Linz Kategoria II Twarda              | Janette Husárová Jelena Lichowcewa            | 6:2, 7:5         | Nathalie Dechy Patty Schnyder       | Jelena Janković Nadieżda Pietrowa          | Alina Żydkowa Meghann Shaughnessy Ai Sugiyama Wiera Zwonariowa            |
| 25 października | SEAT Open Kockelscheuer Kategoria III Twarda               | Alicia Molik                                  | 6:3, 6:4         | Dinara Safina                       | Silvia Farina Elia Anabel Medina Garrigues | Tatiana Golovin Ana Ivanović Květa Peschke Dally Randriantefy             |
| 25 października | SEAT Open Kockelscheuer Kategoria III Twarda               | Virginia Ruano Pascual Paola Suárez           | 6:1, 6:7(1), 6:3 | Jill Craybas Marlene Weingärtner    | Silvia Farina Elia Anabel Medina Garrigues | Tatiana Golovin Ana Ivanović Květa Peschke Dally Randriantefy             |

## Listopad
| Data         | Turniej                                              | Zwyciężczynie                         | Wynik         | Finalistki                  | Półfinalistki                      | Ćwierćfinalistki                                                            |
| ------------ | ---------------------------------------------------- | ------------------------------------- | ------------- | --------------------------- | ---------------------------------- | --------------------------------------------------------------------------- |
| 1 listopada  | Advanta Championships Filadelfia Kategoria II Twarda | Amélie Mauresmo                       | 3:6, 6:2, 6:2 | Wiera Zwonariowa            | Nadieżda Pietrowa Marija Szarapowa | Jennifer Capriati Alicia Molik Anastasija Myskina Venus Williams            |
| 1 listopada  | Advanta Championships Filadelfia Kategoria II Twarda | Alicia Molik Lisa Raymond             | 7:5, 6:4      | Liezel Huber Corina Morariu | Nadieżda Pietrowa Marija Szarapowa | Jennifer Capriati Alicia Molik Anastasija Myskina Venus Williams            |
| 1 listopada  | Bell Challenge Quebec Kategoria III Dywanowa         | Martina Suchá                         | 7:5, 3:6, 6:2 | Abigail Spears              | María Emilia Salerni Alina Żydkowa | Mélanie Gloria Sesił Karatanczewa Ľubomíra Kurhajcová Mary Pierce           |
| 1 listopada  | Bell Challenge Quebec Kategoria III Dywanowa         | Carly Gullickson María Emilia Salerni | 7:5, 7:5      | Els Callens Samantha Stosur | María Emilia Salerni Alina Żydkowa | Mélanie Gloria Sesił Karatanczewa Ľubomíra Kurhajcová Mary Pierce           |
| 8 listopada  | WTA Tour Championships Los Angeles Twarda            | Marija Szarapowa                      | 4:6, 6:2, 6:4 | Serena Williams             | Amélie Mauresmo Anastasija Myskina | Lindsay Davenport Jelena Diemientjewa Swietłana Kuzniecowa Wiera Zwonariowa |
| 8 listopada  | WTA Tour Championships Los Angeles Twarda            | Nadieżda Pietrowa Meghann Shaughnessy | 7:5, 6:2      | Cara Black Rennae Stubbs    | Amélie Mauresmo Anastasija Myskina | Lindsay Davenport Jelena Diemientjewa Swietłana Kuzniecowa Wiera Zwonariowa |
| 22 listopada | Fed Cup, FINAŁ Moskwa Dywanowa                       | Rosja                                 | 3:2           | Francja                     | Belgia · Hiszpania                 |                                                                             |

## Wielki Szlem
| Turniej         | Gra pojedyncza         | Gra podwójna                        | Gra mieszana                    |
| Australian Open | Justine Henin-Hardenne | Virginia Ruano Pascual Paola Suárez | Jelena Bowina Nenad Zimonjić    |
| French Open     | Anastasija Myskina     | Virginia Ruano Pascual Paola Suárez | Tatiana Golovin Richard Gasquet |
| Wimbledon       | Marija Szarapowa       | Cara Black Rennae Stubbs            | Cara Black Wayne Black          |
| US Open         | Swietłana Kuzniecowa   | Virginia Ruano Pascual Paola Suárez | Wiera Zwonariowa Bob Bryan      |

## Wygrane turnieje w 2004 roku

### Gra pojedyncza – klasyfikacja tenisistek
| Lp. | Wygrane | Tenisistka             | Państwo           |
| 1.  | 7       | Lindsay Davenport      | Stany Zjednoczone |
| 2.  | 5       | Justine Henin-Hardenne | Belgia            |
| 2.  | 5       | Amélie Mauresmo        | Francja           |
| 2.  | 5       | Marija Szarapowa       | Rosja             |
| 5.  | 3       | Swietłana Kuzniecowa   | Rosja             |
| 5.  | 3       | Alicia Molik           | Australia         |
| 7.  | 2       | Klára Koukalová        | Czechy            |
| 7.  | 2       | Lucie Šafářová         | Czechy            |
| 7.  | 2       | Patty Schnyder         | Szwajcaria        |
| 7.  | 2       | Anna Smasznowa         | Izrael            |
| 7.  | 2       | Venus Williams         | Stany Zjednoczone |
| 12. | 1       | Amy Frazier            | Stany Zjednoczone |
| 12. | 1       | Ana Ivanović           | Serbia            |
| 12. | 1       | Michaëlla Krajicek     | Holandia          |
| 12. | 1       | Sania Mirza            | Indie             |
| 12. | 1       | Nadieżda Pietrowa      | Rosja             |
| 12. | 1       | Serena Williams        | Stany Zjednoczone |

### Gra pojedyncza – klasyfikacja państw
| Lp. | Państwo           | Turnieje |
| 1.  | Rosja             | 15       |
| 2.  | Stany Zjednoczone | 12       |
| 3.  | Francja           | 8        |
| 4.  | Belgia            | 7        |
| 5.  | Australia         | 4        |
| 6.  | Czechy            | 2        |
| 7.  | Argentyna         | 1        |
| 7.  | Chiny             | 1        |
| 7.  | Grecja            | 1        |
| 7.  | Hiszpania         | 1        |
| 7.  | Izrael            | 1        |
| 7.  | Japonia           | 1        |
| 7.  | Kolumbia          | 1        |
| 7.  | Luksemburg        | 1        |
| 7.  | Serbia            | 1        |
| 7.  | Słowacja          | 1        |
| 7.  | Włochy            | 1        |

### Gra podwójna – klasyfikacja tenisistek
| Lp. | Wygrane | Tenisistka              | Państwo              |
| 1   | 7       | Cara Black              | Zimbabwe             |
| 1   | 7       | Nadieżda Pietrowa       | Rosja                |
| 1   | 7       | Meghann Shaughnessy     | Stany Zjednoczone    |
| 4.  | 6       | Virginia Ruano Pascual  | Hiszpania            |
| 4.  | 6       | Paola Suárez            | Argentyna            |
| 4.  | 6       | Rennae Stubbs           | Australia            |
| 7.  | 3       | Shinobu Asagoe          | Japonia              |
| 7.  | 3       | Janette Husárová        | Słowacja             |
| 7.  | 3       | Jelena Lichowcewa       | Rosja                |
| 7.  | 3       | Alicia Molik            | Australia            |
| 7.  | 3       | Anna-Lena Grönefeld     | Niemcy               |
| 7.  | 3       | Alicia Molik            | Australia            |
| 7.  | 3       | Barbara Schett          | Austria              |
| 7.  | 3       | Lisa McShea             | Australia            |
| 7.  | 3       | Milagros Sequera        | Wenezuela            |
| 16. | 2       | Sun Tiantian            | Chiny                |
| 16. | 2       | Li Ting                 | Chiny                |
| 16. | 2       | Anastasija Myskina      | Rosja                |
| 16. | 2       | Ai Sugiyama             | Japonia              |
| 16. | 2       | Emmanuelle Gagliardi    | Szwajcaria           |
| 16. | 2       | Swietłana Kuzniecowa    | Rosja                |
| 16. | 2       | Lisa Raymond            | Stany Zjednoczone    |
| 16. | 2       | Jelena Kostanić         | Chorwacja            |
| 24. | 1       | Wiera Zwonariowa        | Rosja                |
| 24. | 1       | Els Callens             | Belgia               |
| 24. | 1       | Eleni Daniilidu         | Grecja               |
| 24. | 1       | Silvia Farina Elia      | Włochy               |
| 24. | 1       | Conchita Martínez       | Hiszpania            |
| 24. | 1       | Nicole Pratt            | Australia            |
| 24. | 1       | Dinara Safina           | Rosja                |
| 24. | 1       | Francesca Schiavone     | Włochy               |
| 24. | 1       | Patty Schnyder          | Szwajcaria           |
| 24. | 1       | Magüi Serna             | Hiszpania            |
| 24. | 1       | Jill Craybas            | Stany Zjednoczone    |
| 24. | 1       | Carly Gullickson        | Stany Zjednoczone    |
| 24. | 1       | Marija Kirilenko        | Rosja                |
| 24. | 1       | Nuria Llagostera Vives  | Hiszpania            |
| 24. | 1       | Marta Marrero           | Hiszpania            |
| 24. | 1       | Martina Navrátilová     | Stany Zjednoczone    |
| 24. | 1       | Jennifer Russell        | Stany Zjednoczone    |
| 24. | 1       | María Emilia Salerni    | Argentyna            |
| 24. | 1       | Mara Santangelo         | Włochy               |
| 24. | 1       | Barbara Schwartz        | Austria              |
| 24. | 1       | Katarina Srebotnik      | Słowenia             |
| 24. | 1       | Åsa Svensson            | Szwecja              |
| 24. | 1       | Marija Szarapowa        | Rosja                |
| 24. | 1       | Meilen Tu               | Stany Zjednoczone    |
| 24. | 1       | Marlene Weingärtner     | Niemcy               |
| 24. | 1       | Jasmin Wöhr             | Niemcy               |
| 24. | 1       | Liezel Huber            | Południowa Afryka    |
| 24. | 1       | Mervana Jugić-Salkić    | Bośnia i Hercegowina |
| 24. | 1       | Jeon Mi-ra              | Korea Południowa     |
| 24. | 1       | Sania Mirza             | Indie                |
| 24. | 1       | Adriana Serra Zanetti   | Włochy               |
| 24. | 1       | Antonella Serra Zanetti | Włochy               |
| 24. | 1       | Cho Yoon-jeong          | Korea Południowa     |
| 24. | 1       | Marion Bartoli          | Francja              |
| 24. | 1       | Émilie Loit             | Francja              |
| 24. | 1       | Petra Mandula           | Węgry                |
| 24. | 1       | Bethanie Mattek         | Stany Zjednoczone    |
| 24. | 1       | Anabel Medina Garrigues | Hiszpania            |
| 24. | 1       | Seiko Okamoto           | Japonia              |
| 24. | 1       | Arantxa Sánchez Vicario | Hiszpania            |
| 24. | 1       | Jelena Wiesnina         | Rosja                |
| 24. | 1       | Claudine Schaul         | Luksemburg           |
| 24. | 1       | Abigail Spears          | Stany Zjednoczone    |